# Biophilia
Biophilia é um projeto musical e sétimo álbum da cantora islandesa Björk, lançado em 11 de Outubro de 2011 pela Universal Music. Sucessor de Volta (2007), Biophilia é o primeiro "álbum de estúdio no formato de aplicativo" no mundo, em colaboração com a Apple. O álbum contém gêneros musicais como música eletrônica, música minimalista, ethereal wave, e música experimental, e foi realizado em um iPad, oferecendo uma série de aplicativos para este. Björk descreveu o projeto como uma coleção que engloba música, aplicativos, internet, instalações e apresentações ao vivo.
Musicalmente, o álbum é estruturado como uma espécie de ópera instrumental etérea. Cada faixa descreve um tipo de fenômenos naturais e cósmicas. O título é uma representação geral do senso de conexão com a natureza e outras formas de vida de carácter inato e produto evolucionário da seleção natural. Durante seu desenvolvimento, Björk cantou as canções do álbum ao vivo no Festival Internacional de Manchester, para ver a aprovação do projeto musical. O álbum obteve resenhas positivas de críticos contemporâneos, o chamando de "hipnótico", "propositalmente estranho", "íntimo, festivo e bonito", e "um dos melhores discos de Björk". David Frickie, da Rolling Stone comparou o conceito experimental do álbum The Marble Index (1969), da sua "assombrada irmã", a cantora alemã Nico.
Comercialmente, o álbum debutou na posição vinte e sete na Billboard 200, e na primeira posição na Billboard Dance/Electronic Albums. No Reino Unido, Biophilia debutou no número vinte e um, o primeiro álbum de Björk a não entrar nas primeiras dez posições. Quatro singles foram lançados para o álbum. "Crystalline" o primeiro single, foi lançado em 27 de Junho de 2011, e alcançou o a posição 29 nas paradas independentes do Reino Unido. O próximo single, "Cosmogony", "Virus" e "Moon" foram apenas distribuídos digitalmente no iPad e iPhone.

## Conceito
"Björk posicionou-se aqui na frente dizendo, "Nós vamos lançar este álbum e esses aplicativos ao mesmo tempo e todos eles são parte da mesma história. O aplicativo é uma expressão da música, da história e da ideia."

— Scott Snibbe, um dos colaboradores de Björk.
"Biophilia" para iPad incluirá dez aplicativos separados, e um aplicativo "mãe". Cada um dos aplicativos menores vai se relacionar com uma faixa diferente do álbum, permitindo que as pessoas para explorar e interagir com temas da música ou até mesmo fazer uma versão completamente nova deles. Também será uma entidade em evolução que vai crescer como e quando cronograma de lançamento do álbum dita, com novos elementos adicionados. Cada aplicativo inclui um jogo relacionado com a música, a partitura da música, animações e um ensaio musical escrito por Nikki Dibben. Scott Snibbe, um artista interativo que foi encomendado por Björk no verão de 2010 para produzir o aplicativo, bem como as imagens para os shows ao vivo (que vai combinar seu visual com imagens da National Geographic, misturado ao vivo de iPads no palco), descreve como Björk viu as possibilidades de utilização de aplicativos, e não como separado para a música, mas como um componente vital de todo o projeto. Enquanto não é tecnicamente o primeiro álbum-apicativo (o primeiro é "The National Mall", do Bluebrain, um álbum de location-aware que está disponível em nenhuma outra forma e foi composta especificamente para o iPhone) é o primeiro empreendimento de Björk em experiências com aplicativos.
Para uma canção, "Virus", o aplicativo apresentará um estudo de close-up de células sendo atacado por um vírus para representar o que Snibbe chama: "Uma espécie de uma história de amor entre um vírus e uma célula. E, claro o vírus da célula ama tanto que a destrói." O jogo interativo desafia o usuário a parar o ataque do vírus, embora o resultado é que a música vai parar, se o jogador for bem-sucedido. A fim de ouvir o resto da canção, os jogadores terão de deixar o vírus seguir seu curso. Usando alguma licença artística, as células também cantam junto ao coro.

## Composição

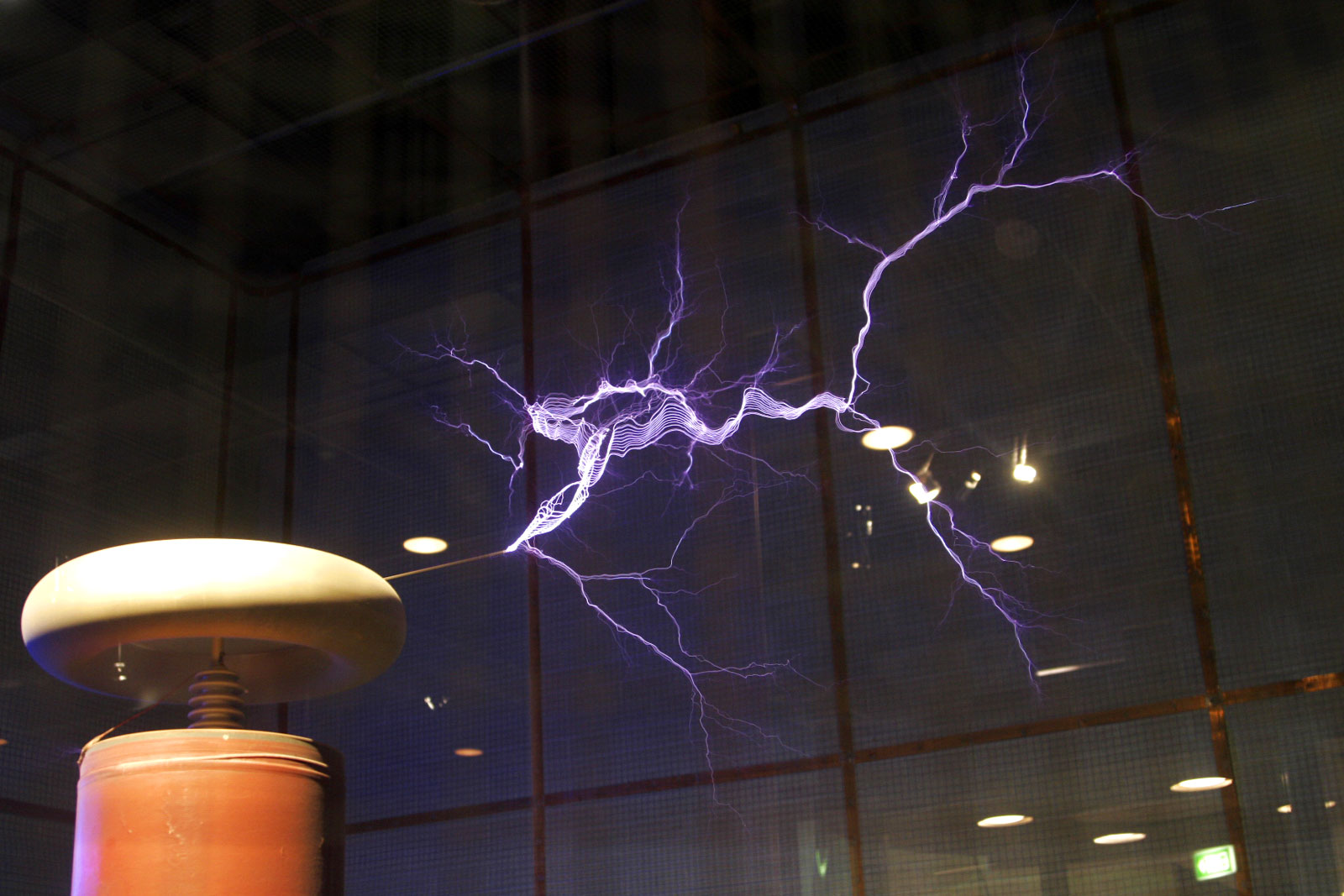
Instrumentos "especiais" foram criados para o álbum. Tesla coil é usado como um instrumento musical na canção "Thunderbolt".

Björk já havia revelado que "Biophilia" foi composta, em parte, em um iPad; ela disse que porque ela não tocar instrumentos convencionais como o piano ou a guitarra, esta maneira de recursos que a compõem. "Crystalline", o primeiro single lançado, é uma música eletrônica em sua maioria, com uma contínua base "gameleste" e batidas eletrônicas e ritmos. Depois da ponte, a canção apresenta um solo de gameleste e, consequentemente, termina com uma seção de breakcore uproarious que usa o intervalo Amen.
Novos instrumentos musicais foram desenvolvidos especialmente para o álbum, e especialmente para os shows no Manchester International Festival, que teve lugar em meados de 2011 para apresentar o álbum. A bobina de Tesla foi utilizada como um instrumento musical na canção "Thunderbolt". A "gameleste", uma mistura entre um gamelan e uma celesta que foi programada para ser usada remotamente por um iPad, também foi usada em várias músicas. Um grupo de pêndulos foram colocados juntos, criando padrões com os seus movimentos, transmitindo os movimentos da Terra ao som de uma harpa.
Para a música, Björk relatou ao fenômeno da música descreve a uma estrutura musical ou recurso. Por exemplo, a canção "Moon" tem diferentes ciclos musicais que se repetem durante a música; a canção "Thunderbolt" contém arpejos, inspirada no tempo entre quando o relâmpago é visto e trovão é ouvido; e em "Solstice", o contraponto faz referência ao movimento dos planetas e a rotação da Terra, e os pêndulos utilizados na música fazem homenagem ao pêndulo de Foucault.
As letras também apresentam metáforas a esses fenômenos. "Mutual Core" apresenta o jargão pesada desde os fenômenos da matéria escura são diretamente "inexplicável". "Virus" descreve "relações fatais", como a relação entre um vírus e uma célula, Björk explicou "É como se eu tivesse este novo vizinho que eu tenho a sorte de aprender a viver; "Solstice" apresenta a relação entre o efeito da gravidade sobre os corpos celestes e seres humanos e em "Hollow", Björk se inspirou em seus ancestrais e DNA, que os motivos aberto abaixo de você e você pode sentir a sua mãe e sua mãe, e sua mãe, e sua mãe, e sua mãe até há 30 mil anos. Então de repente você está neste meio do túnel, ou tronco de DNA... Todos esses fantasmas vêm para que ele acabou por começar uma canção de halloween e muito gótico de uma forma... É como fazer parte desta corrente eterna quando você é apenas uma gota em uma corrente e você meio que quer pertencer e ser parte dela e é só como um milagre."
Apenas um mês antes do lançamento do álbum, a data de lançamento foi empurrada devido a questões conceituais sobre o álbum. De acordo com a Björk, o álbum precisava ter mais "sentimento vivo" e mais determinado "corpo" do que as versões sobre o aplicativos. Björk trabalhou com a amiga de longa data Leila Arab reproduzindo algumas músicas, adicionando novas batidas e até usou uma gravação ao vivo do Manchester International Festival em uma música do álbum.

## Promoção

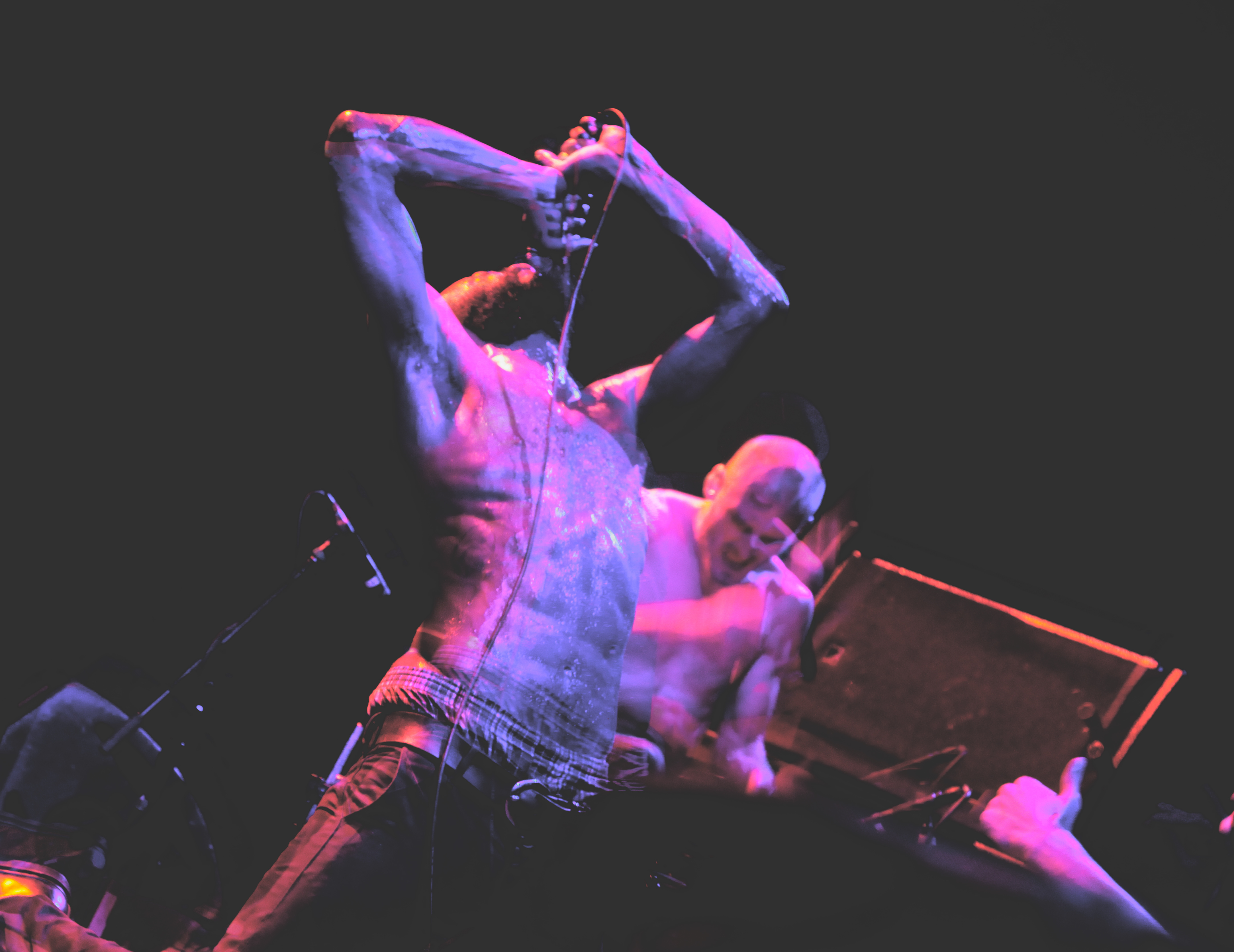
Death Grips performing in NYC Photo by Kenny Sun.

Björk estreou músicas do álbum durante uma série de apresentações no Festival Internacional de Manchester na Inglaterra, entre 27 de junho e 16 de julho de 2011. Björk chamou as performances de uma "meditação sobre a relação entre música, natureza e tecnologia". Björk apresentará faixas de Biophilia e músicas de seu catálogo de volta com um pequeno grupo de colaboradores musicais, incluindo Graduale Nobili, um coro feminino islandês. O show contará com uma gama de instrumentos especialmente concebidos e criados, entre eles uma bobina de tesla, um órgão de tubos sob medida que aceita a informação digital e um pêndulo que utiliza força gravitacional da Terra para criar padrões musicais. Stephen Malinowski projetou algumas animações que são exibidos para uso de Björk como um teleprompter, uma animação também é projetado para ser visto pelo público.. As animações de Malinowski também estão incluídas no aplicativo do iPad.
Björk se apresentou no Bestival em 11 de setembro. O comunicado de imprensa afirmou que este seria seu único concerto ao ar livre do ano. Ela também está programada para realizar oito shows durante o Festival Airwaves na Islândia, Harpa na Islândia a partir de 12 de Outubro - 3 de Novembro.
Uma haste da canção "Cosmogony" foi lançada para promover o álbum, no aplicativo do iPad, Solar System. Este instrumental foi executado pela Wonderbrass, os jogadores de bronze que acompanharam Björk em seu álbum anterior Volta (2007).

### EdiçãoUltimate
A edição Ultimate do Biophilia inclui o CD; um segundo CD com gravações exclusivas; o Manual Biophilia, que inclui fotografias, histórias por trás das músicas, partituras e letras, e uma caixa de madeira com 10 diapasões cromados, cada uma ajustada ao tom de uma faixa de Biophilia, cobrindo uma oitava completa em uma escala não-convencionais (Há dois diapasões que produzem a mesma nota e um outro que está em silêncio). A edição final é limitada a 200 unidades, cada uma numeradas e feitas sob encomenda, e cada livro e embalar garfo só seriam produzidas uma vez.

## Singles
"Crystalline" é o single principal do álbum, lançado em 27 de Junho de 2011. O lançamento de "Crystalline", foi precedida por três teasers: O primeiro, intitulado "Road to Crystalline", podemos ver Björk condução em a van através de uma estrada na Islândia durante a reprodução de um trecho de uma versão até agora inédita da música; no segundo, poderíamos ver um dos novos instrumentos desenvolvidos para a performances em Manchester, que também é executada na pista: o "gameleste", que foi modificado para que pudesse ser executado remotamente por um iPad; e em terceiro o teaser, sessões de gravação do remix com Omar Souleyman foram mostrados. O mix de Serban Ghenea da canção vazou na internet em 25 de Junho de 2011.
Todas as músicas do Biophilia será lançado no iTunes como singles promocionais. O segundo single-aplicativo lançado foi "Cosmogony" em 19 de Julho, seguido por "Virus" em 9 de Agosto e "Moon" em 6 de Setembro. Em 13 de Novembro de 2012, Björk lançou Mutual Core como clipe na plataforma MOCAtv.

## Alinhamento de faixas
Cada música tem um subtítulo, anunciado ao vivo no Festival de Internacional de Manchester. Enquanto algumas legendas referem-se os fenômenos físicos relacionados com a música, outros podem se referir a recursos musicais também relacionado com os fenômenos físicos.
A edição Digipak do álbum inclui "Náttúra", uma canção sem-álbum enquanto a edição japonesa também irá incluir o single de 2010, "The Comet Song".
| N.º            | Título         | Compositor(es)               | Duração |  |
| 1.             | "Moon"         | Björk                        | 5:45    |  |
| 2.             | "Thunderbolt"  | Björk, Oddny Eir Avarsdöttir | 5:15    |  |
| 3.             | "Crystalline"  | Björk                        | 5:08    |  |
| 4.             | "Cosgomony"    | Björk, Sjón                  | 5:00    |  |
| 5.             | "Dark Matter"  | Björk, Mark Bell             | 3:22    |  |
| 6.             | "Hollow"       | Björk                        | 5:49    |  |
| 7.             | "Virus"        | Björk, Sjón                  | 5:26    |  |
| 8.             | "Sacrifice"    | Björk                        | 4:02    |  |
| 9.             | "Mutual Core"  | Björk                        | 5:06    |  |
| 10.            | "Solstice"     | Sjón                         | 4:41    |  |
| Duração total: | Duração total: | Duração total:               | 49:37   |  |

| Edições digipak e faixas bônus da versão japonesa |                                         |                  |         |  |
| N.º                                               | Título                                  | Compositor(es)   | Duração |  |
| 11.                                               | "Hollow" (Versão original de 7 minutos) | Björk            | 7:00    |  |
| 12.                                               | "Dark Matter" (com Choir & Organ)       | Björk, Mark Bell | 3:25    |  |
| 13.                                               | "Náttúra"                               | Björk            | 3:49    |  |
| 14.                                               | "The Comet Song" (Apenas no Japão)      | Björk, Sjón      | 2:13    |  |